# Похороните меня заживо (фильм)
«Похороните меня заживо» (англ. Get Low; другое название — «Залечь поглубже») — фильм-драма 2009 года режиссёра Аарона Шнайдера по сценарию Криса Провенсано и К. Гэби Митчелл. Главные роли исполнили Роберт Дюваль, Билл Мюррей, Сисси Спейсек, Лукас Блек и другие. Фильм снимался в штате Джорджия и спонсировался департаментом по экономическому развитию штата.

## Общие сведения
Фильм основан на истории, произошедшей в 1938 году в округе Роан, штат Теннеси, с человеком по имени Феликс Бризил (Felix Breazeale).
Премьера фильма состоялась на Торонтском кинофестивале. Дистрибьютором фильма является компания Sony Pictures Classics. За свою роль Роберт Дюваль получил Премию Голливуда в качестве лучшего актёра в октябре 2010 г. Фильм вышел на экраны 30 июля 2010 г. в США и был положительно оценён критиками.

## Сюжет
Феликс Буш, владея огромными землями и имея неплохое состояние, тем не менее, живёт отшельником в лесу и сторонится жителей соседнего посёлка в течение нескольких десятилетий. Вокруг него ходят непонятные слухи, что он может быть виновен в некоем отвратительном преступлении. Дети иногда бросают камни в его окна, но взрослые его боятся, поскольку он готов защищать своё уединение с ружьём в руках. Поэтому жители города немало удивлены, когда Буш появляется однажды в городе, и ещё больше удивлены поводом появления. Буш хочет устроить похороны себе, ещё живому, и готов пригласить всякого, кто знает о нём хоть одну тёмную историю — это лишь повод, чтобы под конец поделиться «своей историей», своим видением событий, которые привели его к отшельничеству, и о которых он до сих пор отказывался говорить с кем-либо. Организовать странные похороны, с присутствующим на них «покойником», отказывается местный пастор, но за дело берётся беспринципный делец Фрэнк Квинн, владелец похоронного бюро, со своим молодым помощником. Чтобы привлечь на праздник-похороны участников, Буш организует лотерею, выигрышем в которой станут все его земли, а деньги свои он доверяет не банку, а Фрэнку Квинну, с которым у него есть нечто общее — у него тоже не совсем чистое прошлое (хотя, возможно, и не такое тёмное, как у Буша), и он тоже холостяк.
Возникает неожиданное затруднение — на вечеринку-похороны отказывается приехать давний знакомый Феликса Буша, пастор из соседнего городка. Когда-то Буш построил церковь, где тот с тех пор служит, но для пастора это не является оправданием для того, чтобы выполнить просьбу Буша — рассказать историю вместо него. Пастор настаивает, чтобы Буш рассказал её сам, и тот в ярости уходит. Ситуация осложняется после нескольких встреч Буша со своей бывшей возлюбленной Мэтти Дарроу, которая оказывается сестрой трагически погибшей молодой женщины, портрет которой Буш хранит у себя дома и об обстоятельствах смерти которой она требует Феликса рассказать. Тот вновь отказывается, Мэтти выгоняет его, после чего Буш требует от Квинна прекратить подготовку праздника-похорон. Но и Квинн, и его помощник уже поставили многое на карту, поэтому они спасают ситуацию независимо друг от друга и даже вопреки друг другу. Пастора удаётся уговорить приехать, хотя последний всё же настаивает, чтобы Феликс решился и рассказал историю сам.
Когда праздник наступает, пастор даёт слово Бушу, и тот рассказывает историю. В молодости он дружил с Мэтти, но случайно познакомился с её сестрой — уже замужней женщиной к тому времени, и между ними завязался роман. Буш договорился со своей любовницей бежать из городка, но в ночь, когда это должно было случиться, она не пришла на встречу. Буш пришёл в её дом, где к ужасу своему обнаружил, что ревнивый муж смертельно ранил его любовницу, после чего поджёг дом. Защищаясь от мужа, Буш убил его. В пожаре сгорели тела и мужа, и любовницы, поэтому доказательств против Буша не было, однако совесть продолжала его мучить, и он обрёк себя на добровольное изгнание в лесу.
Излив душу, Буш запирается в своём доме, праздник продолжается без его присутствия. На следующий день Буш выходит в лес и вдалеке видит видение — его давно погибшая любовница. Это его последнее видение перед смертью. Фильм завершается его похоронами — на этот раз настоящими.

## В ролях
- Роберт Дюваль — Феликс Буш, отшельник
- Сисси Спейсек — Мэтти Дарроу, сестра погибшей любовницы Буша
- Билл Мюррей — Фрэнк Квинн, владелец похоронного бюро
- Лукас Блек — Бадди Робинсон
- Джеральд Макрейни —  преподобный Гас Хортон
- Билл Коббс — преподобный Чарли Джексон
- Скотт Купер — Карл
- Чендлер Риггз — Том
- Томаш Кароляк — Орвилл

## Награды и номинации
| Премия                         | Категория                         | Номинант                                | Результат |
| ------------------------------ | --------------------------------- | --------------------------------------- | --------- |
| «Выбор критиков»               | Лучшая мужская роль               | Роберт Дюваль                           | Номинация |
| «Независимый дух»              | Лучший дебютный фильм             | Аарон Шнайдер, Дин Занук, Дэвид Гундлах | Победа    |
| «Независимый дух»              | Лучшая мужская роль второго плана | Билл Мюррей                             | Номинация |
| «Спутник»                      | Лучший фильм — драма              |                                         | Номинация |
| «Спутник»                      | Лучшая мужская роль — драма       | Роберт Дюваль                           | Номинация |
| «Спутник»                      | Лучшая мужская роль второго плана | Билл Мюррей                             | Номинация |
| «Спутник»                      | Лучший оригинальный сценарий      | Крис Провенсано, С. Гэби Митчелл        | Номинация |
| Премия Гильдии киноактёров США | Лучшая мужская роль               | Роберт Дюваль                           | Номинация |